# 左翼手
左翼手（さよくしゅ、英: left fielder）とは、野球またはソフトボールにおいて、本塁から見て左側を主な守備位置とする外野手。
中堅手の隣、遊撃手・三塁手の後方に位置する。守備番号は7。英略字はLF（Left fielderから）。日本ではレフトとも呼ばれる。

## 概要
主にレフトファウルゾーンからセンターまでの守備範囲を担う。全体として多数を占める右打者による飛球を処理する機会が多いために、確実にフライを捕球する能力が求められる。また、レフト線上の打球を素早く処理して長打をシングルヒットにしてしまう機敏な選手が望ましい。中堅手や遊撃手の守備による負担を軽減するために、足の速さを要求される場合もある。さらに、三塁への送球にそなえたバックアップも行う。
一方で、三塁近くに位置することから遠くの塁に送球する必要がほとんどなく、遠くの三塁に送球することもある右翼手と比較すると肩の強さはそれほど求められない。走者がいない状況ではバックアップを行うこともあまりないため、守備による負担が比較的少ないポジションである。一方で比較的素直な打球が飛んでくる中堅手と比較すると、ドライブがかかった打球が飛んでくるという意味では負担はかかる。
草野球や少年野球などでは、左打者に比べて右打者の数が極めて多く、また引っ張る打球も多くなるため、必然的に打球処理の機会は外野手のうち最も多くなる。ただし、少年野球では守備位置がプロ野球と比べ30メートルほど前となるため、強い打球がレフトに飛んだ場合、ファーストに送球されレフトゴロが成立することもある。
一方で、高校野球やプロ野球のように競技レベルが上がっていくにつれて左打者の数が増え、右打者も走者を進めるため意図的に右方向へのバッティングをする場合が増えてくるため、守備機会は少なくなっていく。そのため、日本プロ野球では一塁手と同様に、打撃能力は高い一方で守備能力に優れていない選手（ベテラン選手や、打撃に集中させたいスラッガータイプの選手）を左翼手に据えることが多く、日本プロ野球ではゴールデングラブ賞がそのシーズンでの左翼手のレギュラー選手から選出されることは少ない。
里崎智也は、2023年の白鶴酒造公式YouTubeチャンネルでのセルジオ越後との対談で、一番下手なポジションは左翼手だと即答しつつ、かつて右翼手がその立ち位置であったが三塁までの送球距離が長い点や左打者が昨今増えた点などから今は当てはまらないという趣旨の話もしている。今浪隆博も、高校野球以上の硬式野球が主流のレベルでは左翼手が一番下手な選手のポジションとなるとの見解を示している
極論を言えば、定位置から見て左に飛んだ打球を全て中堅手に任せ、定位置と定位置から右に飛んだ打球だけ処理すれば十分である。実際、MLBでもサンフランシスコ・ジャイアンツ時代の新庄剛志が当時のチームメイトのバリー・ボンズのそれを請け負い、打撃に専念させたという実例がある

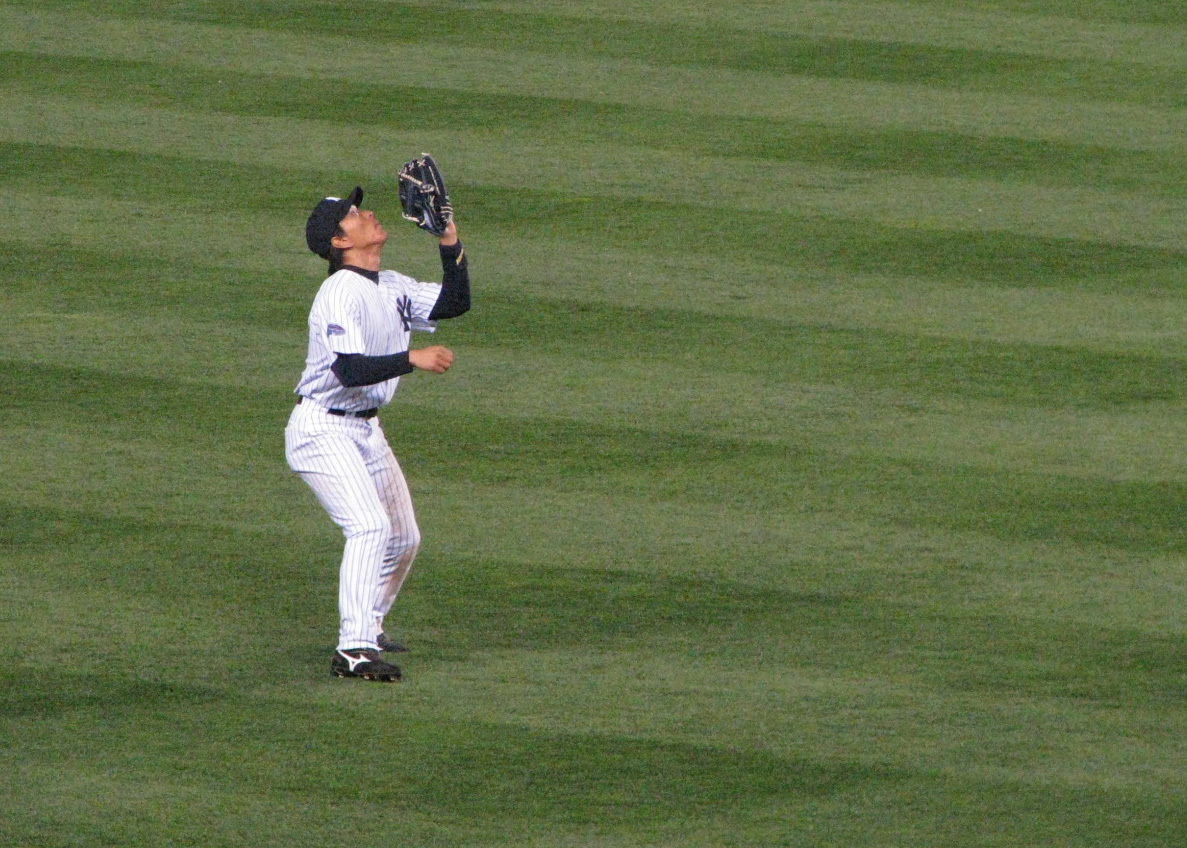
フライを捕球する左翼手（松井秀喜）

また、高校野球などでエース格の投手を交代せずに休ませる時に、比較的負担の少なく利き腕の違いの影響も受けない左翼手に置くことがある。

## トピック
- 2023年3月22日、日本ハム対ソフトバンクのオープン戦で、日本ハムが一時的に左翼手を一、二塁間に配するシフトを形成。打者2人に対しレフトゴロを成立させた[8]。